# UFC 163
UFC 163: Aldo vs. Korean Zombie fue un evento de artes marciales mixtas celebrado por Ultimate Fighting Championship el 3 de agosto de 2013 en el HSBC Arena, en Río de Janeiro, Brasil.

## Historia
Se esperaba que el evento principal ofreciera la pelea entre el actual campeón de peso pluma de UFC José Aldo contra el contendiente de peso ligero y excampeón ligero de WEC, Anthony Pettis. Sin embargo, a mediados de junio, Pettis se retiró de la pelea tras sufrir una lesión en la rodilla y fue reemplazado por Chan-sung Jung.
Josh Koscheck iba a enfrentarse con Demian Maia en el evento. Sin embargo, Koscheck fue obligado a salir de la pelea por una lesión y, como resultado, Maia fue retirado de la tarjeta.
Brian Stann fue co-comentarista de la tarjeta junto a Mike Goldberg, debido a un compromiso previo por parte de Joe Rogan.

## Resultados
1. ↑  Por el Campeonato de Peso Pluma de UFC.

## Premios extra
Cada peleador recibió un bono de $50,000.
- Pelea de la Noche: Ian McCall vs. Iliarde Santos
- KO de la Noche: Anthony Perosh
- Sumisión de la Noche: Sergio Morães